# Jasuo Suzuki
Jasuo Suzuki (30. duben 1913 – asi srpen 2000) je bývalý japonský fotbalista.

## Reprezentační kariéra
Jasuo Suzuki odehrál dvě reprezentační utkání. S japonskou reprezentací se zúčastnil letních olympijských her 1936.

## Statistiky
| Japonsko | Japonsko | Japonsko |
| Roky     | Záp.     | Góly     |
| -------- | -------- | -------- |
| 1934     | 1        | 0        |
| 1935     | 0        | 0        |
| 1936     | 1        | 0        |
| Celkem   | 2        | 0        |